# Cristo Negro (escultura)
O Cristo Negro é uma escultura de autor desconhecido, datada do século XIV. Pensa-se que terá sido produzida numa oficina de Coimbra, destacando-se como uma das mais importantes peças escultóricas da arte portuguesa do período medieval.

## Características / Historial
|              |  |              |
| Cristo Negro |  | Cristo Negro |

Proveniente do Oratório de S. João das Donas, anexo ao Mosteiro de Santa Cruz, Coimbra, o Cristo Negro — madeira policromada, 284,5 x 140 x 61 cm –, faz parte do acervo do Museu Nacional de Machado de Castro (MNMC) desde 1915 e é hoje uma das peças emblemáticas em exposição permanente nesse museu conimbricense. Desconhece-se a autoria desta obra, quando e quem a encomendou, bem como o local exato onde foi executada. A sua denominação deriva da cor enegrecida que apresentava antes da última ação de restauro a que foi submetido e que lhe restituiu uma aparência mais próxima da original.
A longa história de devoção associada ao Cristo Negro não despareceu aquando da extinção do mosteiro de Santa Cruz de Coimbra, prolongando-se até ao século XX. Em 1968, receando-se a morte do Chefe do Governo, Dr. Oliveira Salazar, foi o Cristo Negro pedido para Lisboa. O museu aproveitou a oportunidade para solicitar a recuperação da obra, que se encontrava muito danificada e aparentemente prejudicada por restauros antigos.
Os estudos realizados pelo Instituto José de Figueiredo revelaram a existência de três intervenções anteriores, em diferentes datas, para consolidação da madeira, muito fragilizada por caruncho e humidade. Foi retirada a última camada, que adulterava os volumes e cromatismo da obra, mantendo-se as duas primeiras por serem menos extensas e intrusivas. "O Cristo então ressurgido, na cor próxima do original, revelou-se uma presença esmagadora, no seu dramático realismo".
Os especialistas inclinam-se para que seja obra de um escultor português, embora sem excluir outras alternativas. "É nas representações do Crucificado da escola alemã trecentista que radica o realismo patético que o Cristo de S. João das Donas exibe. A cruz muito estreita obrigando ao cruzamento das pernas e à flexão do corpo; os pés cravados um sobre o outro, no alinhamento do eixo mediano, e voltados para fora; os braços erguidos em arco e o gesto abençoador das mãos; o tamanho e a forma de atar do perizonium; a ondulação dos cabelos e da barba são características comuns durante o séc. XIV, numa linha evolutiva com origem no século anterior. Nenhum dos Cristos de madeira, da mesma época atribuídos à produção nacional, iguala a qualidade técnica e estética desta peça".
O Cristo Negro reflete as alterações ocorridas no final da Idade Média quanto à forma de representar e mesmo pensar a figura divina; "aspetos como a transubstanciação de Deus, o dogma da Encarnação e da realidade física de Deus enquanto homem entre os homens — ou seja, a realidade de Jesus, como entidade divina simultaneamente inscrita na História — levaram à generalização da representação de Cristo Crucificado, não já coroado e de olhos bem abertos, triunfando sobre a morte, mas antes a de um ser em agonia e dor, perante o sacrifício".